# Rumi Maki
Rumi Maki es un sistema de lucha moderno creado en el Perú por el artista marcial Juan Ramón Rodríguez Flores en la década de 1960. En este sistema hay diez niveles básicos donde se enseñan los ataques de puño, codos, cabezazos, golpes, mano abierta, los ataques de pierna, de bloqueo, neutralizando, atacando desde diferentes alturas, y las armas (honda, lanza, arco y flecha, porras, hachas, etc). En los cinco niveles superiores se enseña filosofía y cosmogonía andina, los festivales y los aspectos espirituales de los rituales y las ceremonias en los Andes.
La traducción en quechua de "Rumi Maki" significa "Mano de Piedra". Según su creador, antes de la era incaica en el Perú, hubo una serie de culturas andinas (es decir, Tiahuanaco, Mochica-Chimú), que debieron desarrollar sus propias formas de combate, así con el tiempo y luego de la conquista por los españoles solo quedaron el mito, la religión y rituales, como las pruebas de la existencia de estas formas de combate que incluyen resistencia física y mental para demostrar el estatus de un guerrero dentro de la comunidad, la entrada a la edad de la adultez o demostraciones de fuerza entre o dentro de las distintas comunidades de cada nación. Es por ello que para el creador de este sistema que el carácter combativo generalmente sólo se observa en la práctica durante las festividades en los países andinos (Bolivia, Ecuador, Perú) y casi exclusivamente como un elemento cultural.

## Influencia en la cultura popular
En la icónica franquicia de juegos de lucha Tekken 8, se incluyó a un nuevo personaje peruano: Azucena Ortiz. Este personaje maneja el estilo de pelea Rumi Maki, además de Artes Marciales Mixtas (MMA). 